# Fermín Emilio Sosa Rodríguez

Erzbischofswappen von Fermín Emilio Sosa Rodríguez

Fermín Emilio Sosa Rodríguez (* 12. April 1968 in Izamal) ist ein mexikanischer Geistlicher, römisch-katholischer Erzbischof und Diplomat des Heiligen Stuhls.

## Leben
Fermín Emilio Sosa Rodríguez trat am 2. September 1991 in das Priesterseminar des Erzbistums Yucatán in Mérida ein, an dem er Philosophie (1991–1993) und Katholische Theologie (1993–1998) studierte. Sosa Rodríguez wurde am 29. April 1998 zum Diakon geweiht und empfing am 12. Juli desselben Jahres in der Basilika Unserer Lieben Frau von Guadalupe durch den Präfekten der Kongregation für den Klerus, Darío Kardinal Castrillón Hoyos, das Sakrament der Priesterweihe für das Erzbistum Yucatán.
Anschließend setzte Fermín Emilio Sosa Rodríguez seine Ausbildung an der Päpstlichen Diplomatenakademie in Rom fort. Daneben erwarb er an der Päpstlichen Universität Gregoriana ein Lizenziat im Fach Kanonisches Recht und wurde 2002 bei Gianfranco Ghirlanda SJ mit der Arbeit La necesaria libertad para acceder a las órdenes sagradas a la luz del c. 1026 („Die notwendige Freiheit für den Zugang zu den heiligen Weihen im Lichte von can. 1026“) in dieser Disziplin promoviert. Sosa Rodríguez trat am 1. Januar 2003 in den diplomatischen Dienst des Heiligen Stuhls ein. Er war an den Nuntiaturen in Papua-Neuguinea und auf den Salomonen (2003–2007), in der Elfenbeinküste (2007), in Burkina Faso und Niger (2007–2012), in den USA (2012–2016), in Kanada (2016–2019) sowie in Serbien (2019–2021) tätig. Papst Benedikt XVI. verlieh ihm am 12. Juli 2008 den Ehrentitel Päpstlicher Ehrenkaplan und Papst Franziskus am 11. November 2016 den Ehrentitel Päpstlicher Ehrenprälat.
Am 31. März 2021 ernannte ihn Papst Franziskus zum Titularerzbischof von Virunum und zum Apostolischen Nuntius in Papua-Neuguinea. Kardinalstaatssekretär Pietro Parolin spendete ihm am 19. Juni desselben Jahres im Santuario Mariano de Nuestra Señora de la Inmaculada Concepción in Izamal die Bischofsweihe; Mitkonsekratoren waren der Erzbischof von Yucatán, Gustavo Rodríguez Vega, und der emeritierte Erzbischof von Yucatán, Emilio Carlos Berlie Belaunzarán. Sein Wahlspruch Omnia possum in eo qui me confortat („Alles vermag ich durch den, der mich stärkt“) stammt aus Phil 4,13 . Am 16. Dezember 2021 wurde er zusätzlich zum Apostolischen Nuntius auf den Salomonen ernannt.
Papst Franziskus bestellte ihn am 17. November 2023 zum Apostolischen Nuntius in Bolivien.

## Schriften
- La necesaria libertad para acceder a las órdenes sagradas a la luz del c. 1026. Pontificia università gregoriana, Rom 2014, OCLC 944528807.